# Down There
Down There je první sólové studiové album amerického hudebníka Davida Portnera, známého pod pseudonymem Avey Tare. Vydala jej v roce 2010 společnost Paw Tracks. Autory obalu jsou spolu s Portnerem Rob Carmichael a Abigail Portner. Album bylo nahráno v červnu 2010 v New Yorku za asistence Conrada Deakena, který spolu s Portnerem působí pod přezdívkou Deakin ve skupině Animal Collective.

## Seznam skladeb
Autorem všech skladeb je Avey Tare.
| Pořadí | Název                 | Délka |
| ------ | --------------------- | ----- |
| 1.     | Laughing Hieroglyphic | 6:49  |
| 2.     | 3 Umbrellas           | 2:43  |
| 3.     | Oliver Twist          | 4:19  |
| 4.     | Glass Bottom Boat     | 1:42  |
| 5.     | Ghost of Books        | 4:48  |
| 6.     | Cemeteries            | 4:07  |
| 7.     | Heads Hammock         | 3:35  |
| 8.     | Heather in Hospital   | 3:18  |
| 9.     | Lucky 1               | 3:23  |